# Tuyến Saikyō
Tuyến Saikyō (埼京線 (Kỳ Kinh tuyến) Saikyō-sen) là một tuyến đường sắt được điều hành bởi Công ty Đường sắt Đông Nhật Bản (JR East). Nó kết nối ga Ōsaki ở Shinagawa, Tokyo với ga Ōmiya ở Saitama.
Tên gọi của tuyến là kết hợp chữ Hán từ Saitama (埼玉 (Kỳ Ngọc)) và Tokyo (東京 (Đông Kinh)).

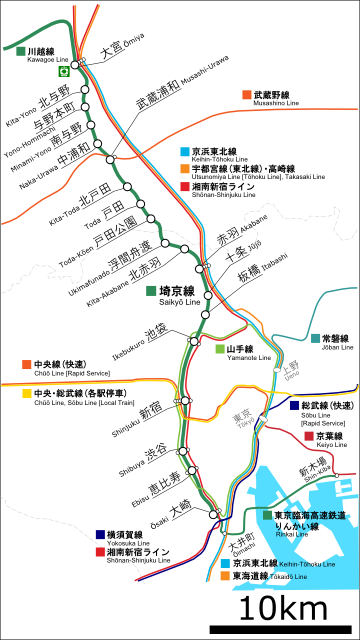
Nhà ga thuộc tuyến Saikyō

## Danh sách nhà ga
- Tàu local dừng lại ở tất cả các ga
- Các tàu dừng ở các ga có dấu "●" và không dừng tại các ga có dấu "｜".

| Tên tuyến                 | Số ga   | Tên           | Tiếng Nhật | Khoảng cách (km) | Khoảng cách (km) | Khoảng cách (km) | Tốc hành | Tàu tốc hành | Chuyển đổi | Vị trí             | Vị trí  |
| Tên tuyến                 | Số ga   | Tên           | Tiếng Nhật | Ga giữ           | Tổng             | Tổng             | Tốc hành | Tàu tốc hành | Chuyển đổi | Vị trí             | Vị trí  |
| ------------------------- | ------- | ------------- | ---------- | ---------------- | ---------------- | ---------------- | -------- | ------------ | --- | ------------------ | ------- |
| Tuyến Yamanote            | OSKJA08 | Ōsaki         | 大崎       | -                | Từ Shinagawa 2.0 | Từ Ōsaki 0.0     | ●        | ●            | - JS Tuyến Shonan-Shinjuku (tiếp nối) - JY Tuyến Yamanote - R Tuyến Rinkai (tiếp nối) | Shinagawa          | Tokyo   |
| Tuyến Yamanote            | EBSJA09 | Ebisu         | 恵比寿     | 3.6              | 5.6              | 3.6              | ●        | ●            | - JS Tuyến Shonan-Shinjuku - JY Tuyến Yamanote - H Tuyến Hibiya (H-02) | Shibuya            | Tokyo   |
| Tuyến Yamanote            | SBYJA10 | Shibuya       | 渋谷       | 1.6              | 7.2              | 5.2              | ●        | ●            | - JS Tuyến Shonan-Shinjuku - JY Tuyến Yamanote - IN Tuyến Keio Inokashira - DT Tuyến Den-en-toshi - TY Tuyến Tōkyū Tōyoko - G Tuyến Ginza (G-01) - Z Tuyến Hanzomon (Z-01) - F Tuyến Fukutoshin (F-16) | Shibuya            | Tokyo   |
| Tuyến Yamanote            | SJKJA11 | Shinjuku      | 新宿       | 3.4              | 10.6             | 8.6              | ●        | ●            | - JC Tuyến Chūō (tốc hành) - JB Tuyến Chuo-Sobu - JY Tuyến Yamanote - JS Tuyến Shonan-Shinjuku - KO Tuyến Keio - KO Tuyến Keiō Mới - OH Tuyến Odakyu Odawara - Tuyến Seibu Shinjuku (Seibu-Shinjuku) - M Tuyến Tokyo Metro Marunouchi (M-08) - S Tuyến Toei Shinjuku (S-01) - E Tuyến Toei Ōedo (E-27, Shinjuku-Nishiguchi: E-01) | Shibuya            | Tokyo   |
| Tuyến Yamanote            | SJKJA11 | Shinjuku      | 新宿       | 3.4              | 10.6             | 8.6              | ●        | ●            | - JC Tuyến Chūō (tốc hành) - JB Tuyến Chuo-Sobu - JY Tuyến Yamanote - JS Tuyến Shonan-Shinjuku - KO Tuyến Keio - KO Tuyến Keiō Mới - OH Tuyến Odakyu Odawara - Tuyến Seibu Shinjuku (Seibu-Shinjuku) - M Tuyến Tokyo Metro Marunouchi (M-08) - S Tuyến Toei Shinjuku (S-01) - E Tuyến Toei Ōedo (E-27, Shinjuku-Nishiguchi: E-01) | Shinjuku           | Tokyo   |
| Tuyến Yamanote            | IKBJA12 | Ikebukuro     | 池袋       | 4.8              | 15.4             | 13.4             | ●        | ●            | - JS Tuyến Shōnan–Shinjuku - JY Tuyến Yamanote - Tuyến Seibu Ikebukuro - TJ Tuyến Tobu Tojo - M Tuyến Tokyo Metro Marunouchi (M-25) - Y Tuyến Tokyo Metro Yūrakuchō (Y-09) - F Tuyến Tokyo Metro Fukutoshin (F-09) | Toshima            | Tokyo   |
| Tuyến Akabane             | IKBJA12 | Ikebukuro     | 池袋       | 4.8              | Từ Ikebukuro 0.0 | 13.4             | ●        | ●            | - JS Tuyến Shōnan–Shinjuku - JY Tuyến Yamanote - Tuyến Seibu Ikebukuro - TJ Tuyến Tobu Tojo - M Tuyến Tokyo Metro Marunouchi (M-25) - Y Tuyến Tokyo Metro Yūrakuchō (Y-09) - F Tuyến Tokyo Metro Fukutoshin (F-09) | Toshima            | Tokyo   |
| Tuyến Akabane             | JA13    | Itabashi      | 板橋       | 1.8              | 1.8              | 15.2             | ●        | ●            | I Tuyến Toei Mita (Shin-Itabashi: I-17) TJ Tuyến Tobu Tojo (Shimo-Itabashi) | Itabashi           | Tokyo   |
| Tuyến Akabane             | JA14    | Jūjō          | 十条       | 1.7              | 3.5              | 16.9             | ●        | ●            | | Kita               | Tokyo   |
| Tuyến Akabane             | ABNJA15 | Akabane       | 赤羽       | 2.0              | 5.5              | 18.9             | ●        | ●            | - JK Tuyến Keihin-Tōhoku - JU Tohoku Main Line (Tuyến Utsunomiya) - JU Tuyến Takasaki - JS TuyếnShōnan–Shinjuku | Kita               | Tokyo   |
| Tuyến Tohoku Main (nhánh) | ABNJA15 | Akabane       | 赤羽       | 2.0              | Từ Akabane 0.0   | 18.9             | ●        | ●            | - JK Tuyến Keihin-Tōhoku - JU Tohoku Main Line (Tuyến Utsunomiya) - JU Tuyến Takasaki - JS TuyếnShōnan–Shinjuku | Kita               | Tokyo   |
| Tuyến Tohoku Main (nhánh) | JA16    | Kita-Akabane  | 北赤羽     | 1.5              | 1.5              | 20.4             | ｜       | ｜           | | Kita               | Tokyo   |
| Tuyến Tohoku Main (nhánh) | JA17    | Ukima-Funado  | 浮間舟渡   | 1.6              | 3.1              | 22.0             | ｜       | ｜           | | Kita               | Tokyo   |
| Tuyến Tohoku Main (nhánh) | JA18    | Toda-Kōen     | 戸田公園   | 2.4              | 5.5              | 24.4             | ●        | ｜           | | Toda               | Saitama |
| Tuyến Tohoku Main (nhánh) | JA19    | Toda          | 戸田       | 1.3              | 6.8              | 25.7             | ｜       | ｜           | | Toda               | Saitama |
| Tuyến Tohoku Main (nhánh) | JA20    | Kita-Toda     | 北戸田     | 1.4              | 8.2              | 27.1             | ｜       | ｜           | | Toda               | Saitama |
| Tuyến Tohoku Main (nhánh) | JA21    | Musashi-Urawa | 武蔵浦和   | 2.4              | 10.6             | 29.5             | ●        | ●            | JM Tuyến Musashino | Minami-ku, Saitama | Saitama |
| Tuyến Tohoku Main (nhánh) | JA22    | Naka-Urawa    | 中浦和     | 1.2              | 11.8             | 30.7             | ●        | ｜           | | Minami-ku, Saitama | Saitama |
| Tuyến Tohoku Main (nhánh) | JA23    | Minami-Yono   | 南与野     | 1.7              | 13.5             | 32.4             | ●        | ｜           | | Chūō-ku, Saitama   | Saitama |
| Tuyến Tohoku Main (nhánh) | JA24    | Yonohommachi  | 与野本町   | 1.6              | 15.1             | 34.0             | ●        | ｜           | | Chūō-ku, Saitama   | Saitama |
| Tuyến Tohoku Main (nhánh) | JA25    | Kita-Yono     | 北与野     | 1.1              | 16.2             | 35.1             | ●        | ｜           | | Chūō-ku, Saitama   | Saitama |
| Tuyến Tohoku Main (nhánh) | OMYJA26 | Ōmiya         | 大宮       | 1.8              | 18.0             | 36.9             | ●        | ●            | - ■Tuyến Kawagoe (tiếp nối) - Tōhoku Shinkansen - Yamagata Shinkansen - Akita Shinkansen - Jōetsu Shinkansen - Hokuriku Shinkansen - JK Tuyến Keihin-Tohoku - JU Tuyến Tohoku Main (Utsunomiya Line) - JU Tuyến Takasaki - JS Tuyến Shōnan–Shinjuku - TD Tuyến Tobu Urban Park - New Shuttle                                      | Ōmiya-ku, Saitama  | Saitama |